# Johnson Beharry

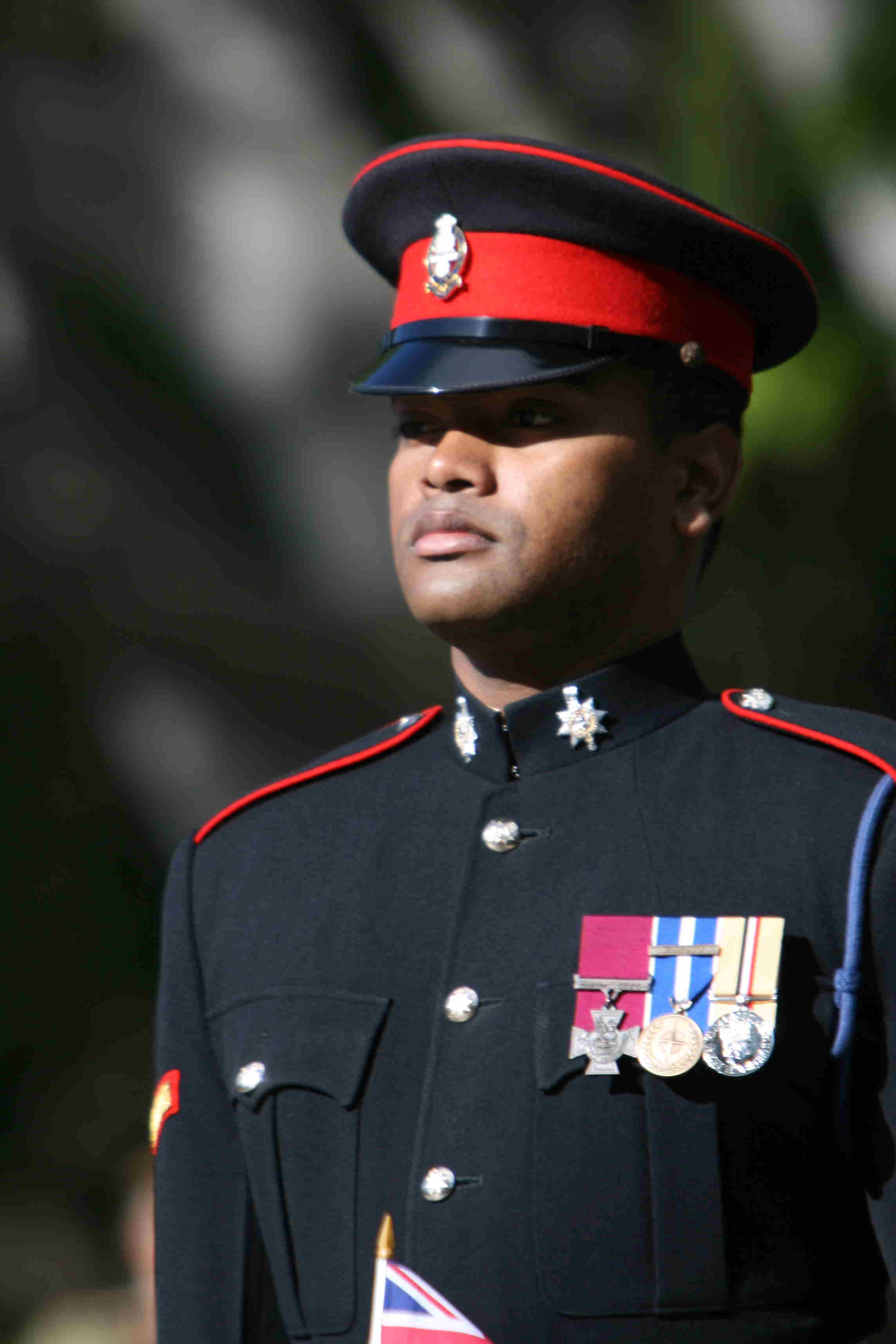
Vicekorpral Johnson Beharry, VC vid förlänandet av Viktoriakorset 2005.

Johnson Beharry, VC, född 26 juli 1979 är en lance-sergeant, vid Princess of Wales's Royal Regiment, Storbritanniens armé. Han belönades med Viktoriakorset när han som vicekorpral i al-Amara, Irak 2004 två gånger räddade sin patrull från fientliga eldöverfall, vilket ledde till att blev svårt sårad. Lance-sergeant Beharry är den förste på över trettio år som tilldelats ett icke-postumt Viktoriakors.